# NGC 6463
NGC 6463 (również PGC 60755) – galaktyka eliptyczna (E-S0), znajdująca się w gwiazdozbiorze Smoka. Odkrył ją Lewis A. Swift w 1886 roku.